# Nonciature apostolique au Canada
La nonciature apostolique au Canada est la représentation officielle du Saint-Siège au Canada, dans la ville d'Ottawa, où réside le nonce apostolique, qui est l'équivalent d'un ambassadeur. 

## Historique
Après l'envoi d'un premier visiteur apostolique à la fin du pontificat de Pie IX, puis d'un second par son successeur Léon, elle a formellement vu le jour le 3 août 1899 sous le pontificat du même Léon XIII à titre de délégation apostolique. Elle a obtenu le statut de nonciature en 1969 lors de la papauté de Paul VI.
La nonciature est l'une des maisons les plus prestigieuses de la ville d'Ottawa, connue sous le nom de Manoir Rockcliff, dans le quartier aujourd'hui appelé Parc Rockcliffe. Elle avait été construite par Duncan MacNab en 1838 et achetée par Thomas Keefer en 1868.
La sénatrice Cairine Wilson acheta la maison avec son mari en 1929 et la rénova complètement. Elle fut à son tour achetée par le Saint-Siège en 1962, dont la résidence diplomatique se trouvait auparavant dans le boulevard Reine-Elizabeth. 
Le manoir se trouve sur deux hectares de terres qui contenaient originellement des étables pour les chevaux et un hangar pour déposer les calèches.  
La nonciature travaille auprès de la conférence des évêques catholiques du Canada et effectue les nominations épiscopales en conformité avec les souhaits du pape et les orientations de la curie romaine. 

## Visiteurs apostoliques[1]1877 à 1884
- George Conroy (1877-1878), en mission spéciale
- Joseph-Gauthier-Henri Smeulders (1883-1884), comme commissaire apostolique
- Raphaël Merry del Val (1897), comme délégué apostolique, en mission spéciale

## Délégués apostoliques 1899 à 1959
- Diomede Angelo Raffaele Gennaro Falconio (1899 - 1902), archevêque titulaire de Larissa-en-Thessalie
- Donato Raffaele Sbarretti Tazza (1902 - 1910), archevêque titulaire d'Éphèse (de)
- Peregrin-François Stagni (it) (1910 - 1918), archevêque titulaire d'Ancyre (de)
- Pietro di Maria (1918 - 1926), archevêque titulaire d'Iconium (de)
- Andrea Cassulo (1927 - 1936), archevêque titulaire de Léontopolis-en-Augustamnique (de)
- Ildebrando Antoniutti (1938 - 1953), archevêque titulaire de Synnada-en-Phrygie (de)
- Giovanni Panico (1953 - 1959), archevêque titulaire de Justiniana Prima (de)

## Nonces au Canada depuis 1959
- Sebastiano Baggio (1959 - 1964), archevêque titulaire d'Éphèse (de)
- Sergio Pignedoli (1964 - 1967), archevêque titulaire de Iconium (de)
- Emanuele Clarizio (1967 - 1970), archevêque titulaire de Claudiopolis-en-Isaurie (de)
- Guido del Mestri (1970 - 1975), archevêque titulaire de Tuscamia (de)
- Angelo Palmas (en)  (1975 - 1990), archevêque titulaire de Vibiana (de)
- Carlo Curis (en) (1990 - 1999), archevêque titulaire de Medeli
- Paolo Romeo (1999 - 2001), archevêque titulaire de Vulturia (de)
- Luigi Ventura (2001 - 2009), archevêque titulaire d'Equilium (de)
- Pedro Lopez Quintana (2009-2013), archevêque titulaire d'Acropolis (de)
- Luigi Bonazzi (2013-2020)[2], archevêque titulaire d'Atella (de)
- Ivan Jurkovič (depuis 2021), archevêque titulaire de Corbavie (de)